# Midtre Gauldal
Midtre Gauldal ist eine Kommune im norwegischen Fylke Trøndelag. Die Kommune hat 6141 Einwohner (Stand: 1. Januar 2025). Verwaltungssitz ist die Ortschaft Støren.

## Geografie

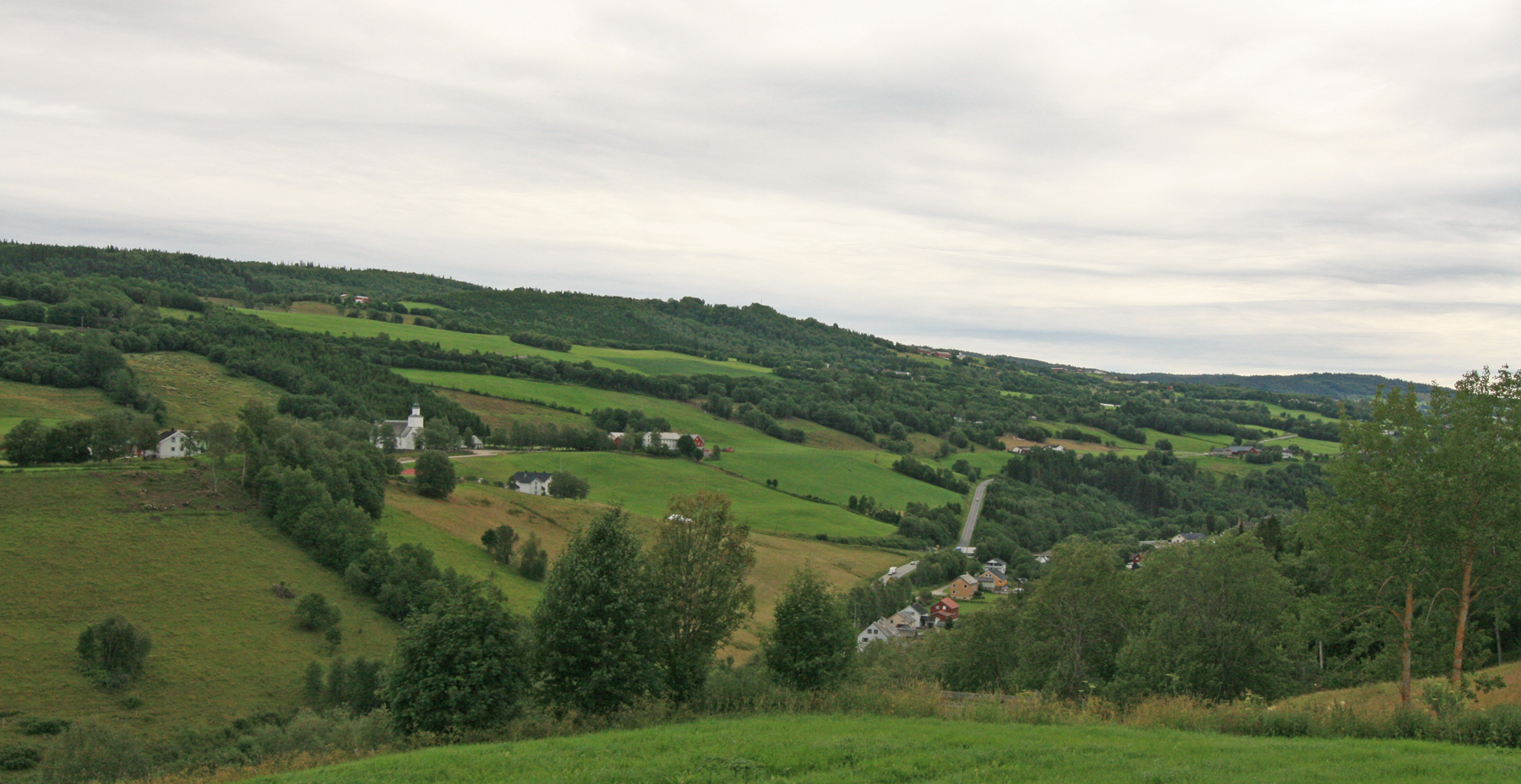
Ortschaft Soknedal

Midtre Gauldal liegt im Süden von Trøndelag an der Grenze zum Fylke Innlandet. Die Gemeinde grenzt an Melhus im Norden, Selbu im Nordosten, Holtålen im Osten, Os im Südosten, Tynset im Süden, Rennebu im Westen und Orkland im Nordwesten. Die Grenze zu Holtålen und Os ist zugleich die zwischen den Fylkern Trøndelag und Innlandet. Im nördlicheren Bereich wird die Kommune vom Fluss Gaula von Osten nach Westen im Tal Gauldalen durchflossen. In die Gaula münden mehrere Nebenflüsse, die aus Seitentälern auf das Haupttal stoßen. So fließen etwa die Bua durch das Tal Budalen und die Sokna durch das Soknedal von Süden auf die Gaula zu. Die Mündung der Sokna befindet sich bei der Ortschaft Støren.
Nördlich der Gaula befinden sich Erhebungen mit über 900 moh. Zwischen ihnen liegen Moorflächen und Seen, die Nebenflüsse der Gaula speisen. Im Süden der Kommune erreichen Berge Höhen von über 1000 moh. Die Erhebung Forollhogna auf der Grenze zu Holtålen stellt mit einer Höhe von 1332,02 moh. den höchsten Punkt der Kommune Midtre Gauldal dar.

## Einwohner
Die Einwohner leben vor allem in den Tälern. Nach dem Zweiten Weltkrieg ging die Einwohnerzahl zurück, von 1951 bis 1998 sank sie von 6729 auf 5761. Anschließend begann sie erneut anzusteigen. In der Gemeinde liegen zwei sogenannte Tettsteder, also zwei Ansiedlungen, die für statistische Zwecke als eine städtische Siedlung gewertet werden. Diese sind Støren mit 2320 und Soknedal mit 289 Einwohnern (Stand: 1. Januar 2024).
Offizielle Schriftsprache ist wie in einigen weiteren Kommunen in Trøndelag Bokmål, also die weiter verbreitete der beiden norwegischen Sprachformen.
| Jahr          | 1986 | 1990 | 1995 | 2000 | 2005 | 2010 | 2015 | 2020 | 2025 |
| ------------- | ---- | ---- | ---- | ---- | ---- | ---- | ---- | ---- | ---- |
| Einwohnerzahl | 6161 | 6033 | 5932 | 5779 | 5797 | 6012 | 6336 | 6238 | 6141 |

## Geschichte

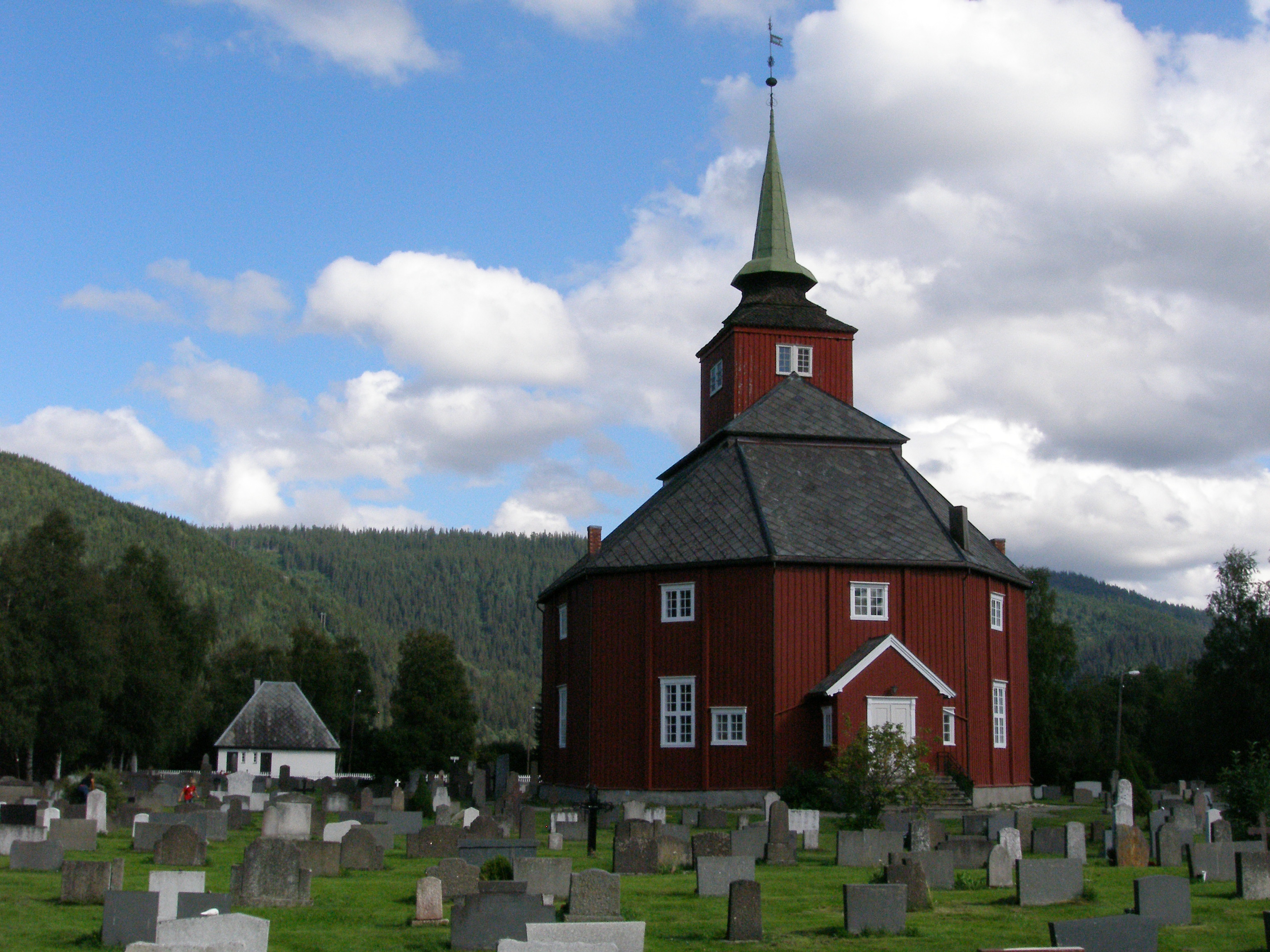
Støren kirke

Die Kommune Midtre Gauldal entstand zum 1. Januar 1964, als Singsås mit 1554, Budal mit 529, Støren mit 2296 und Soknedal mit 1916 Einwohnern zusammengelegt wurde. Singsås ging 1841 aus Holtaalen hervor und hatte bei seiner Gründung 1272 Einwohner. Zur gleichen Zeit wurde die ursprüngliche Kommune Støren in Støren mit 2312, Soknedal mit 1966 und Horg mit 2374 Einwohnern aufgespalten. Budal entstand im Jahr 1879, als es Støren erneut aufgespalten wurde. Støren verblieb damals mit 1840 Einwohnern, die neue Kommune Budal wurde von 585 Personen bewohnt.
Bis zum 31. Dezember 2017 gehörte Midtre Gauldal der damaligen Provinz Sør-Trøndelag an. Sie ging im Zuge der Regionalreform in Norwegen in die zum 1. Januar 2018 neu geschaffene Provinz Trøndelag über.
In der Kommune befinden sich mehrere Kirchen. Die Støren kirke ist eine Holzkirche aus dem Jahr 1817. Sie hat einen achteckigen Grundriss. Die Budal kirke hat einen Ypsilon-förmigen Grundriss. Sie ist eine Holzkirche aus dem Jahr 1754. Weitere Kirchen sind die Singsås kirke und die Soknedal kirke.

## Wirtschaft und Infrastruktur

### Verkehr

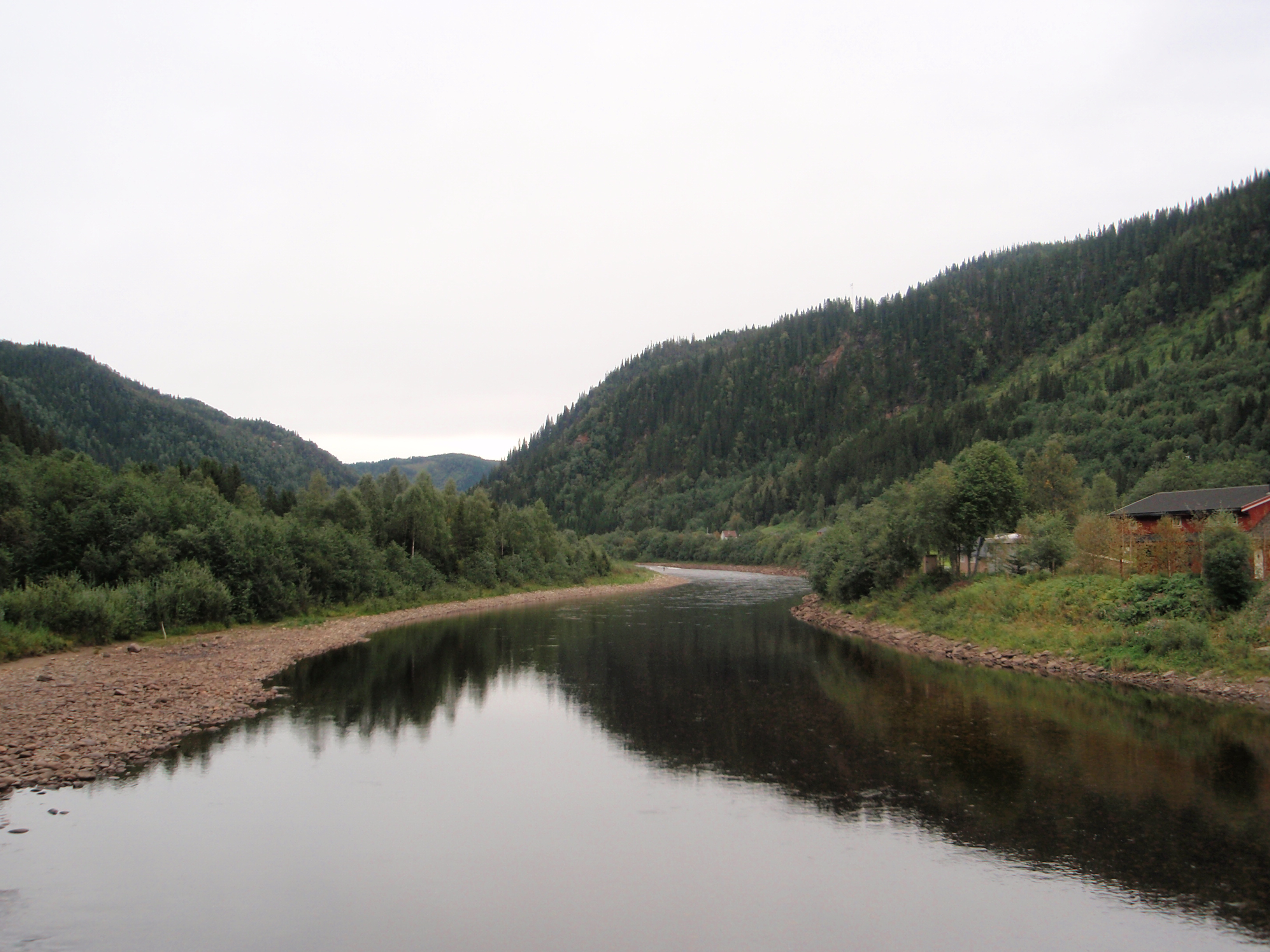
Blick auf die Gaula

Durch den Westen der Kommune führt die Europastraße 6 (E6) parallel zur Sokna bis nach Støren und von dort in Richtung Nordwesten weiter entlang der Gaula. Bei Støren in die E6 mündet der Fylkesvei 30, der im östlichen Gemeindeareal entlang der Gaula führt. Ebenfalls bei Støren treffen die beiden Eisenbahnlinien Dovrebanen und Rørosbanen aufeinander. Die Strecke Dovrebanen kommt dabei aus Südwesten und verläuft neben der E6, die Bahnlinie Rørosbanen verläuft neben dem Fylkesvei 30.

### Wirtschaft
Die Land- und Forstwirtschaft haben größere Bedeutung für die Lokalwirtschaft. Im Bereich der Landwirtschaft sind for allem die Haltung von Rindern und Schafen sowie die Geflügelhaltung verbreitet. Die Industrie beruht zu einem großen Teil auf der Holzverarbeitung. Im Jahr 2020 arbeiteten von etwa 3300 Arbeitstätigen zirka 2290 in Midtre Gauldal selbst, über 400 waren in Trondheim tätig. Der Rest verteilte sich auf Kommunen wie Melhus und Rennebu.

## Name und Wappen
Das seit 1982 offizielle Wappen der Kommune zeigt drei zu einer Deichsel angeordneten silbernen Kreuze auf grünem Hintergrund. Es soll den Treffpunkt der Täler und Flüsse symbolisieren. Der Gemeindename setzt sich aus den Bestandteilen „midtre“ (deutsch mittleres) und „Gauldal“ zusammen. Das Tal Gauldalen ist nach dem Fluss Gaula benannt und geht auf den altnordischen Namen Gaulardalr zurück.